# Herb Kazimierza Dolnego
Herb Kazimierza Dolnego – jeden z symboli miasta Kazimierz Dolny i gminy Kazimierz Dolny w postaci herbu.

## Wygląd i symbolika
Herb przedstawia złoty półksiężyc, na którego rogach umieszczone są gwiazdy promieniste (sześcioramienne) tej samej barwy. Pośrodku umieszczona jest srebrna wieża boniowana, z otwartą bramą, posiadająca trzy blanki (cienie). Dach wieży jest czerwony kalenicowy, posiada dachówki, zakończone sterczynkami, także czerwonymi. Całość znajduje się na błękitnej tarczy herbowej.

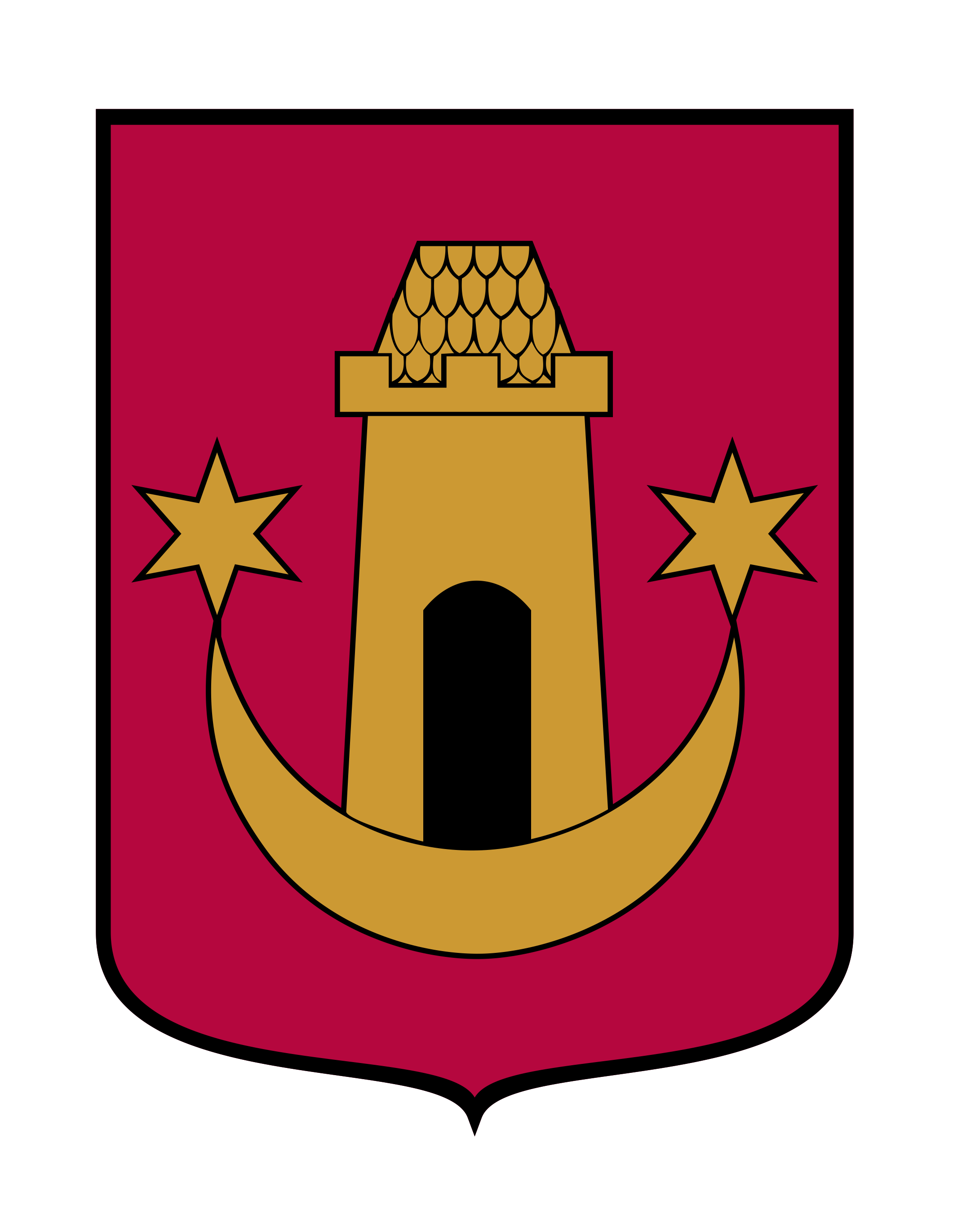
Kazimierz Dolny starsza wersja herbu miasta